# Eurovision: Europe Shine a Light
- Pays diffuseurs qui ont participé à l'Eurovision 2020
- Pays diffuseurs qui n'ont pas participé à l'Eurovision 2020
- Pays non-diffuseurs qui n'ont pas participé à l'Eurovision 2020

Eurovision Song Contest's Greatest Hits
Eurovision: Europe Shine a Light est un programme télévisé diffusé en direct, organisé par l'Union européenne de radio-télévision (UER) et produit par les diffuseurs néerlandais AVROTROS, NOS et NPO. Il a remplacé le concours Eurovision de la chanson 2020, qui devait se tenir à Rotterdam, aux Pays-Bas, qui a été annulé en raison de la pandémie de coronavirus 2019-2020.
L'émission a été diffusée le samedi soir 16 mai 2020 en direct, depuis Hilversum, aux Pays-Bas. En France, c'est Stéphane Bern qui l'a présentée. Pour les autres pays, les présentateurs prévus étaient Edsilia Rombley, Chantal Janzen et Jan Smit, qui avaient été choisis pour présenter le Concours Eurovision de la chanson 2020 avant son annulation.
Il n'y a pas eu de classement, donc il n'y a eu ni vainqueur, ni vaincus.

## Format

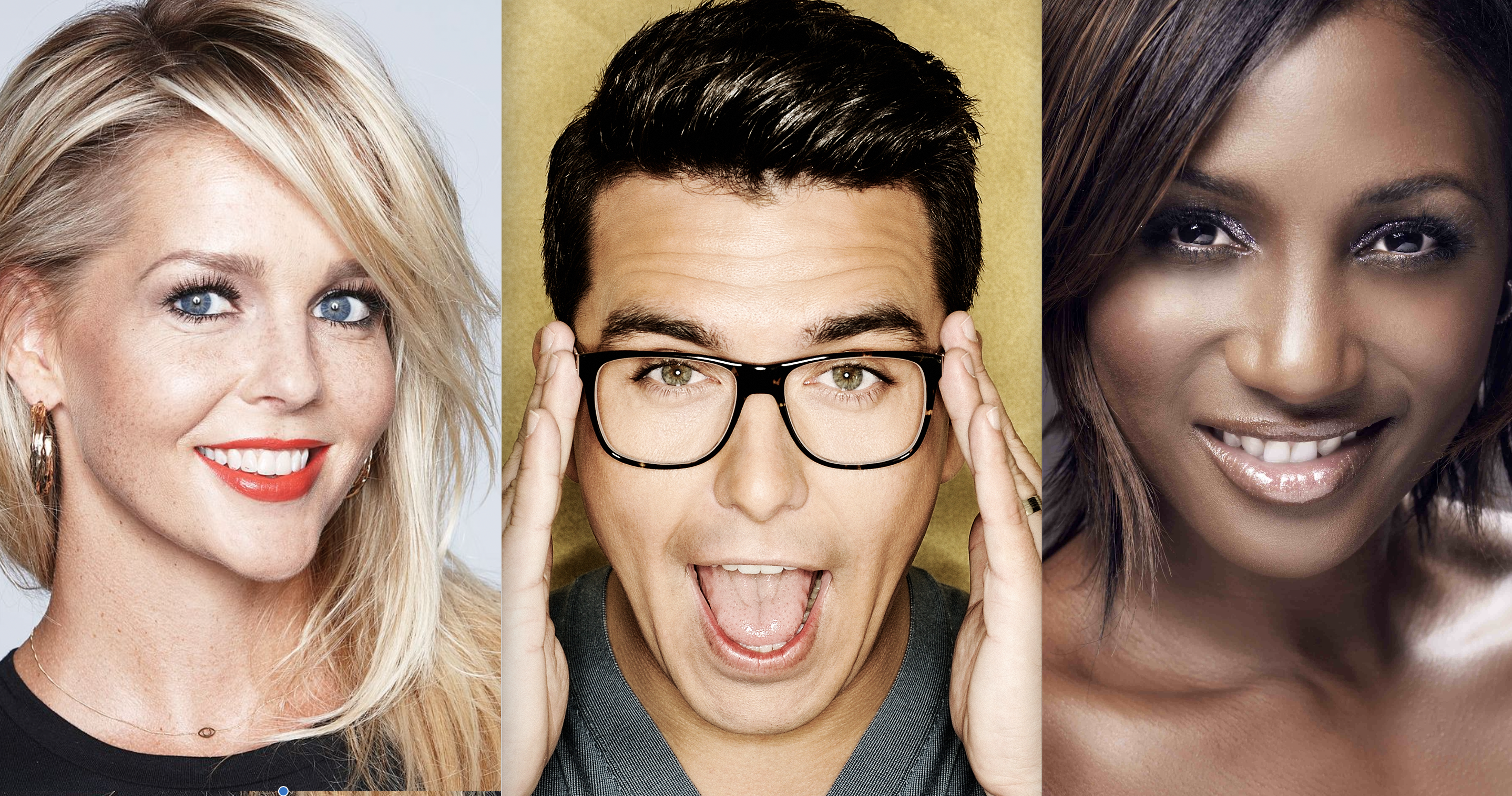
Chantal Janzen, Jan Smit et Edsilia Rombley, les présentateurs du show.

Pendant le programme, les 41 chansons choisies pour participer au Concours 2020 ont été honorées dans un format non compétitif. Les participants du passé, faisant l'histoire du Concours, seront également invités à faire une apparition. Ensemble, les représentants de chaque nation interpréteront Love Shine a Light depuis leur pays d'origine respectif. Des extraits de fans de l'Eurovision, chantant What's Another Year de Johnny Logan, qui a remporté le Concours 1980 à La Haye, seront également présentés.

### Lieu
Le 1er avril 2020, Hilversum a été confirmée comme ville hôte de l'événement et Studio 21 à Media Park a été confirmé comme lieu du spectacle. Ce sera la deuxième fois que Hilversum accueille un événement Eurovision, ayant déjà accueilli le Concours Eurovision de la chanson 1958.

### Performances
| Ordre | Pays                          | Artiste                                                    | Chanson                                 |
| ----- | ----------------------------- | ---------------------------------------------------------- | --------------------------------------- |
| 01    | Irlande                       | Johnny Logan                                               | What's Another Year                     |
| 02    | Suède                         | Måns Zelmerlöw                                             | Heroes                                  |
| 03    | Israël                        | Gali Atari                                                 | Hallelujah                              |
| 03    | Pays-Bas                      | Anciens candidats au Junior Songfestival                   | Hallelujah                              |
| 04    | Italie                        | Diodato                                                    | Nel blu dipinto di blu                  |
| 05    | Serbie                        | Marija Šerifović                                           | Molitva                                 |
| 06    | Pays-Bas                      | Orchestre philharmonique de Rotterdam                      | Love Shine a Light (partition musicale) |
| 07    | Allemagne                     | Michael Schulte                                            | Ein bißchen Frieden                     |
| 07    | Pays-Bas                      | Ilse DeLange                                               | Ein bißchen Frieden                     |
| 08    | Israël                        | Netta                                                      | Cuckoo                                  |
| 09    | Pays-Bas                      | Duncan Laurence                                            | Someone Else                            |
| 10    | Tous les pays (sauf Belgique) | Tous les artistes de l'Eurovision 2020 (sauf Hooverphonic) | Love Shine a Light                      |
| 10    | Tous les pays (sauf Belgique) | Katrina Leskanich                                          | Love Shine a Light                      |

### Monuments
Divers monuments à travers l'Europe ont été illuminés dans le cadre d'un segment du spectacle nommé Europe Shine a Landmark. Les monuments suivants ont été présentés dans le programme:
| Pays              | Repère                                                            | Ville       |
| ----------------- | ----------------------------------------------------------------- | ----------- |
| Albanie           | Statue équestre de Skanderbeg                                     | Tirana      |
| Allemagne         | Philharmonie de l'Elbe                                            | Hambourg    |
| Arménie           | Tour de télévision d'Erevan                                       | Erevan      |
| Australie         | Opéra de Sydney                                                   | Sydney      |
| Autriche          | Grande Roue de Vienne                                             | Vienne      |
| Azerbaïdjan       | Baku Crystal Hall                                                 | Bakou       |
| Belgique          | Atomium                                                           | Bruxelles   |
| Biélorussie       | Bibliothèque nationale de Biélorussie                             | Minsk       |
| Bulgarie          | Théâtre national Ivan Vazov                                       | Sofia       |
| Chypre            | Palais présidentiel                                               | Nicosie     |
| Croatie           | Théâtre national croate                                           | Zagreb      |
| Danemark          | La Petite Sirène                                                  | Copenhague  |
| Espagne           | Théâtre royal de Madrid                                           | Madrid      |
| Estonie           | Tallinn Song Festival Grounds                                     | Tallinn     |
| France            | Tour Eiffel                                                       | Paris       |
| Géorgie           | Pont de la Paix                                                   | Tbilissi    |
| Grèce             | Acropole d'Athènes                                                | Athènes     |
| Islande           | Harpa                                                             | Reykjavik   |
| Israël            | Tour de David                                                     | Jérusalem   |
| Irlande           | Rock of Cashel                                                    | Cashel      |
| Italie            | Place du Capitole                                                 | Rome        |
| Lettonie          | Bibliothèque nationale de Lettonie                                | Riga        |
| Lituanie          | Théâtre national de l'opéra et du ballet de Lituanie              | Vilnius     |
| Macédoine du Nord | Musée archéologique de Macédoine                                  | Skopje      |
| Malte             | Esplora Interactive Science Centre                                | Il-Kalkara  |
| Norvège           | Opéra d'Oslo                                                      | Oslo        |
| Pays-Bas          | Pont Érasme                                                       | Rotterdam   |
| Pologne           | Palais royal de Varsovie                                          | Varsovie    |
| Portugal          | Tour de Belém                                                     | Lisbonne    |
| Roumanie          | Place de l'Union                                                  | Bucarest    |
| Royaume-Uni       | London Eye                                                        | Londres     |
| Russie            | Tour Spasskaïa ; Cathédrale Saint-Basile-le-Bienheureux de Moscou | Moscou      |
| Saint-Marin       | Palais public de Saint-Marin et Statue de la Liberté              | Saint-Marin |
| Serbie            | Stari dvor                                                        | Belgrade    |
| Slovénie          | Château de Ljubljana                                              | Ljubljana   |
| Suède             | Ericsson Globe                                                    | Stockholm   |
| Suisse            | Cervin                                                            | Valais      |
| Ukraine           | Centre de télévision de Kiev                                      | Kiev        |

La République Tchèque, la Finlande et la Moldavie sont les seuls pays à n'avoir mis en évidence aucun monument.

## Retransmission du programme
Cette émission a été diffusée dans l'ensemble des 41 pays participant au Concours Eurovision de la Chanson 2020 et dans 4 autres pays. 

### Dans les pays participants
| Pays              | Chaîne         | Commentateur(s)                                                                | Référence |
| ----------------- | -------------- | ------------------------------------------------------------------------------ | --------- |
| Albanie           | RTSH 1         | Andri Xhahu                                                                    | [ 3 ]     |
| Allemagne         | Das Erste      | Peter Urban et Michael Schulte                                                 | [ 4 ]     |
| Arménie           | Arménie 1      | David Tserunyan et Emma Hakobyan                                               | [ 4 ]     |
| Australie         | SBS            | Myf Warhurst et Joel Creasey                                                   | [ 5 ]     |
| Autriche          | ORF 1          | Andi Knoll                                                                     | [ 4 ]     |
| Azerbaïdjan       | İTV            | Murad Arif                                                                     | [ 4 ]     |
| Belgique          | (fr) La Une    | Jean-Louis Lahaye et Maureen Louys                                             | ,         |
| Belgique          | (nl) Één       | Peter Van de Veire                                                             | ,         |
| Biélorussie       | Belarus 1      | Evgeny Perlin                                                                  | ,         |
| Bulgarie          | BNT 1          | Elena Rosberg et Petko Kralev                                                  | [ 11 ]    |
| Chypre            | CyBC           | Andreas Iakovidis                                                              | ,         |
| Croatie           | HRT 1          | Duško Ćurlić                                                                   | [ 4 ]     |
| Danemark          | DR1            | Ole Tøpholm                                                                    | [ 13 ]    |
| Espagne           | La 1           | Tony Aguilar et Eva Mora                                                       | [ 14 ]    |
| Estonie           | (et) ETV       | Marko Reikop                                                                   | ,         |
| Estonie           | (ru) ETV+      | Yuliya Kalenda et Aleksandr Khobotov                                           | ,         |
| Finlande          | Yle TV2        | (fi): Mikko Silvennoinen et Krista Siegfrids (sv) Johan Lindroos et Eva Frantz | [ 17 ]    |
| France            | France 2       | Stéphane Bern                                                                  | ,         |
| Géorgie           | GPB 1          | Demetre Ergemlidze                                                             | [ 4 ]     |
| Grèce             | ERT 1          | Maria Kozakou                                                                  | [ 4 ]     |
| Islande           | RUV            | Felix Bergsson                                                                 | [ 20 ]    |
| Israël            | Kan 11         |                                                                                |           |
| Irlande           | RTÉ One        | Marty Whelan                                                                   | [ 4 ]     |
| Italie            | Rai 1          | Flavio Insinna et Federico Russo                                               | ,         |
| Italie            | Rai 4          | Gino Castaldo et Ema Stokholma                                                 | ,         |
| Italie            | Rai Radio 2    | Gino Castaldo et Ema Stokholma                                                 | ,         |
| Lettonie          | LTV1           | Toms Grēviņš                                                                   | [ 4 ]     |
| Lituanie          | LRT Televizija | Ramūnas Zilnys                                                                 | [ 23 ]    |
| Macédoine du Nord | MRT 1          | Aleksandra Jovanovska                                                          | [ 4 ]     |
| Malte             | TVM            | Pas de commentaires                                                            | [ 4 ]     |
| Moldavie          | Moldova 1      | Daniela Crudu                                                                  | [ 24 ]    |
| Norvège           | NRK1           | Pas de commentaires                                                            | [ 25 ]    |
| Pays-Bas          | NPO 1          | Cornald Maas                                                                   | ,         |
| Pologne           | TVP 1          | Artur Orzech                                                                   | ,         |
| Portugal          | RTP 1          | Nuno Galopim                                                                   | [ 29 ]    |
| Roumanie          | TVR1           | Bogdan Stănescu                                                                | [ 4 ]     |
| Royaume-Uni       | BBC One        | Graham Norton                                                                  | ,         |
| Russie            | Pervi Kanal    | Yuriy Aksyuta et Yana Churikova                                                | [ 4 ]     |
| Saint-Marin       | San Marino RTV | Flavio Insinna et Federico Russo                                               | [ 32 ]    |
| Serbie            | RTS1           | Silvana Grujić                                                                 | [ 4 ]     |
| Slovénie          | RTV SLO1       | Andrej Hofer                                                                   | ,         |
| Suède             | SVT 1          | Pas de commentaires                                                            | [ 34 ]    |
| Suisse            | (fr) RTS Un    | Jean-Marc Richard et Yoann Provenzano                                          | ,         |
| Suisse            | (de) SRF 1     | Sven Epiney                                                                    | ,         |
| Suisse            | (it) RSI La 2  | Clarissa Tami et Sebalter                                                      | ,         |
| Tchéquie          | CT art         | Jan Maxián                                                                     | ,         |
| Ukraine           | Pershyi        | Timur Miroshnychenko                                                           | ,         |

### Dans les autres pays
| Pays               | Chaîne    | Commentateur(s)                   | Référence |
| ------------------ | --------- | --------------------------------- | --------- |
| Bosnie-Herzégovine | BHRT      | Maja Miralem                      | [ 4 ]     |
| Kazakhstan         | Khabar TV | Nursultan Qurman et Mahabbat Esen | [ 4 ]     |
| Kosovo             | RTK 1     |                                   | [ 4 ]     |
| Monténégro         | RTCG      |                                   | [ 4 ]     |